# Sachsenring

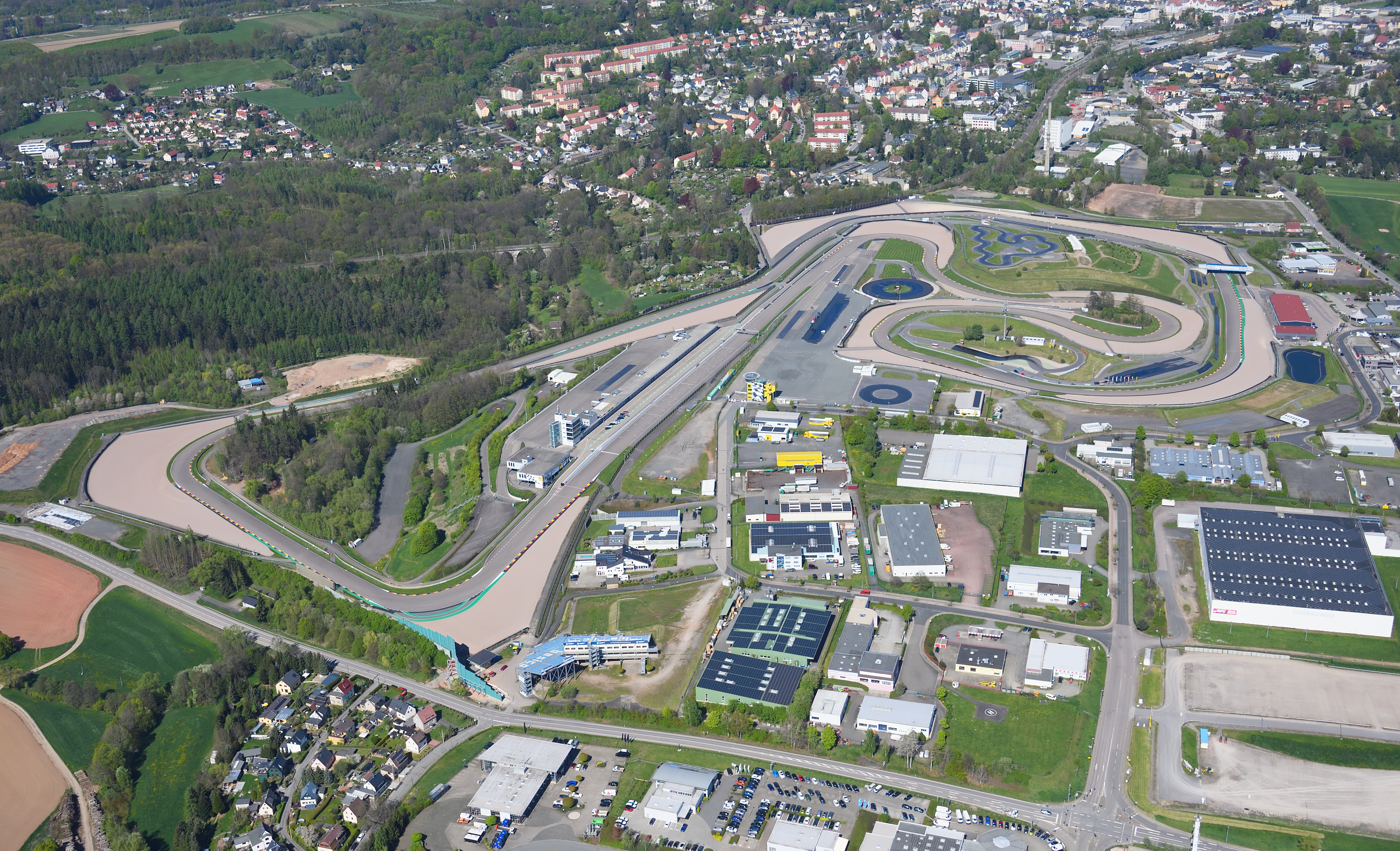
Vista aérea

Sachsenring es un autódromo situado en Hohenstein-Ernstthal, Sajonia, Alemania, unos 20 km al este de Zwickau y 20 km al oeste de Chemnitz. El trazado principal tiene 3.760 metros de extensión, que se puede dividir en dos: un triángulo de 1700 metros y el circuito Omega de 2100 metros. El récord de vuelta del trazado completo lo marcó Marc Márquez con un tiempo de 1:21:228 al mando de una Honda de la temporada 2019 del Campeonato Mundial de Motociclismo.
La primera carrera de motociclismo en Hohenstein-Ernstthal se realizó en 1927 en un circuito rutero de 8,7 km. La palabra Sachsenring ("circuito de Sajonia" en alemán) se usó por primera vez para denominar al trazado en 1937. El circuito no se utilizó de 1940 a 1948 debido a la Segunda Guerra Mundial. La prueba de 1950, perteneciente al Campeonato Alemán de Motociclismo, congregó a unos 400.000 espectadores.
En 1960, el Gran Premio de Alemania Oriental de Motociclismo, que se había corrido por primera vez en 1958, se integró en el Campeonato del Mundo de Motociclismo. La edición de 1971 causó controversia dentro de la República Democrática de Alemania, cuando parte del público cantó el himno de la República Federal de Alemania junto con el vencedor de la prueba, Dieter Braun, proveniente de ese país. Como resultado, las inscripciones a la carrera a partir de 1973 se limitaron a pilotos del bloque socialista y motocicletas de marcas locales, lo que provocó su expulsión del calendario del Campeonato del Mundo de Velocidad.
Luego de la reunificación de Alemania, las carreras en el Sachsenring se reabrieron a pilotos y marcas de todo el mundo. Las motocicletas modernas eran demasiado peligrosas para el anticuado circuito rutero, incluso luego de se le agregaran chicanas. El autódromo actual se inauguró en 1995, con la presencia de los campeonatos alemanes de superbikes y de superturismos. El Gran Premio de Alemania de Motociclismo se ha corrido allí desde 1998. Los principales campeonatos del Allgemeine Deutsche Automobil Club, el ADAC GT Masters, la ADAC Procar Serie y la Fórmula 3 Alemana, visitan habitualmente Sachsenring. Sin embargo, la principal categoría de automovilismo de Alemania, el Deutsche Tourenwagen Masters, corrió en Sachsenring apenas en 2001 y 2002.